# Max de Bade
Pour les articles homonymes, voir Bade et Baden.
Ne doit pas être confondu avec Maximilien de Bade.
Maximilien de Bade (en allemand : Maximilian von Baden) ou Max de Bade (en allemand : Max von Baden), prince héritier de Bade et homme d'État, est né Maximilian Alexander Friedrich Wilhelm le 10 juillet 1867 à Baden-Baden et mort le 6 novembre 1929 à Salem. Membre de la maison de Zähringen, la mort de son cousin germain, le prince Louis puis celle de son père en 1897 le font grand-duc héritier de Bade à l'avénement du grand-duc Frédéric II en 1907 puis, la monarchie ayant été abolie en 1918, le prétendant au trône à partir du décès de l'ex-grand-duc en 1928 jusqu'à son décès en 1929. C'est également un militaire et un homme politique allemand, qui a notamment exercé la fonction de chancelier de l'Empire allemand en octobre et novembre 1918.
Il est à l’automne 1918 le premier chancelier impérial soutenu par une majorité parlementaire, mais transmet au bout de quelques semaines ses fonctions au dirigeant social-démocrate Friedrich Ebert après avoir proclamé de sa propre autorité l’abdication de l’empereur Guillaume II. Il est le dernier chancelier de l'Allemagne impériale.

## Biographie

### Famille
Max est le petit-fils du grand-duc Léopold Ier de Bade, fils de Guillaume de Bade (1829-1897) et de Marie Maximilianovna, duchesse de Leuchtenberg, princesse Romanovska (17 octobre 1841-1914), elle-même petite-fille d’Eugène de Beauharnais et de l'empereur Nicolas Ier de Russie, et arrière-petite-fille de l'impératrice Joséphine. Il a une sœur aînée, Marie de Bade, duchesse d'Anhalt. Il est aussi l'héritier du trône de son cousin, le grand-duc Frédéric II de Bade, dont le mariage est resté stérile.

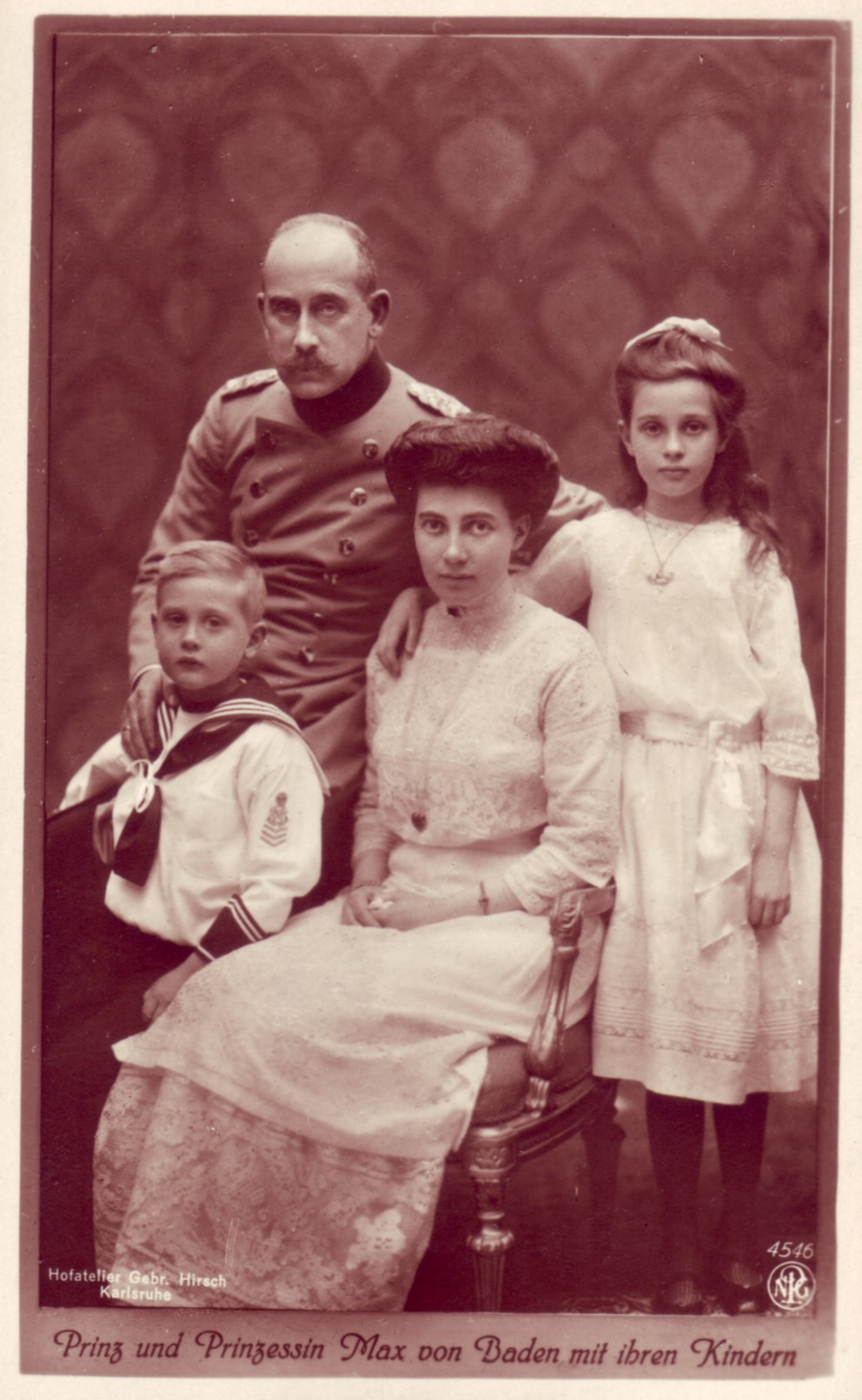
Max von Baden avec sa femme et ses enfants.

Après avoir envisagé d'épouser la princesse Olga de Wurtemberg, Maximilien, dit « Max » de Bade, épouse le 10 septembre 1900 Marie-Louise de Hanovre, princesse de Grande-Bretagne et d’Irlande, fille d'Ernest-Auguste II, roi titulaire de Hanovre et de Thyra de Danemark, elle-même fille du roi Christian IX de Danemark (le « Beau-père de l’Europe »), née le 11 octobre 1879, décédée en 1948.
Par son mariage « Max » devient — entre autres — le cousin utérin du roi George V du Royaume-Uni, du tsar Nicolas II de Russie, de la future reine Maud de Norvège, neveu du roi des Hellènes, Georges Ier et un petit-cousin de l'empereur Guillaume II d'Allemagne. En 1913, son beau-frère le duc Ernest-Auguste III de Brunswick épouse la princesse Victoria-Louise de Prusse, fille du Kaiser, ce qui rapproche encore le prince Max du Kaiser.
Deux enfants naissent de l'union de Maximilien et de Marie-Louise : 
- Marie-Alexandra, née le 1er août 1902 et tuée lors d’un bombardement allié sur la ville de Francfort, le 29 janvier 1944, épousa Wolfgang Maurice de Hesse-Cassel.
- Berthold, (1906-1963), Margrave de Bade, prétendant au trône de Bade, épouse en 1931, Théodora de Grèce (1906-1969), fille du prince André de Grèce et de la princesse Alice de Battenberg et sœur du duc d'Edimbourg et de Cécile, grande-duchesse titulaire de Hesse-Darmstadt.

Maximilien de Bade appartient à la quatrième branche de la maison de Bade, elle-même issue de la première branche de la maison ducale de Bade. Maximilien de Bade appartient à la lignée de Bade-Durlach dite lignée Ernestine, fondée par Ernest de Bade-Durlach, cette lignée est actuellement représentée par le prince Maximilien de Bade.

### Jeunesse

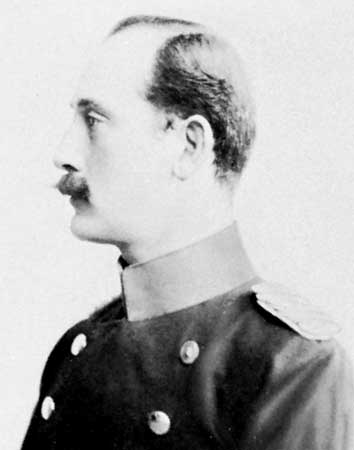
Max de Bade en 1900.

Né en 1867, Max de Bade suit des études dans un lycée humaniste puis commence des études de droit et de caméralisme à l'université de Leipzig. En 1886 et 1887, il obtient le Corpsschleife de la Rhenania Freiburg (de), de la Saxo-Borussia Heidelberg et de la Suevia Heidelberg. Il devient également membre de la Verbindung Rupertia (de) Heidelberg. Il fait alors partie de ces associations étudiantes sans pouvoir participer aux duels. Au terme de ses études, il entame sa carrière d'officier dans l'armée prussienne. En 1906, Max de Bade commande le 20e régiment de dragons (de) de l'Empire, comme lieutenant-colonel.
Lorsque son oncle le grand-duc Frédéric Ier de Bade meurt en 1907, Max lui succède sur le trône grand-ducal de Bade et comme président de la Première Chambre de Bade[réf. nécessaire] ; son cousin Frédéric II de Bade et son frère Louis, décédé prématurément, n'ayant pas d'enfants.
En 1911, Max de Bade quitte le service actif de l'armée en tant que Generalmajor. En 1914, il réintègre le service actif et reprend ses activités pour un temps au sein de l'état-major du XIVe corps d'armée. Il est alors à la tête des troupes de Bade. En octobre, il rentre déjà en Bade et se consacre à sa charge de président d'honneur de la Croix Rouge de Bade pendant toute la durée de la guerre en venant en aide aux prisonniers de guerre.
En 1916, il est nommé président d'honneur de la section du YMCA consacrée à l'aide germano-américaine aux prisonniers de guerre. Le prince Max a la réputation d'être un aristocrate libéral et devient le point de cristallisation des modérés qui s'opposent à l'aile de l'ultra-droite représentée par le Commandement suprême de l'armée. En 1917 déjà, Max de Bade s'oppose publiquement à la reprise de la guerre sous-marine à outrance qui mène à l'entrée en guerre des États-Unis le 6 avril 1917.

### Chancelier impérial

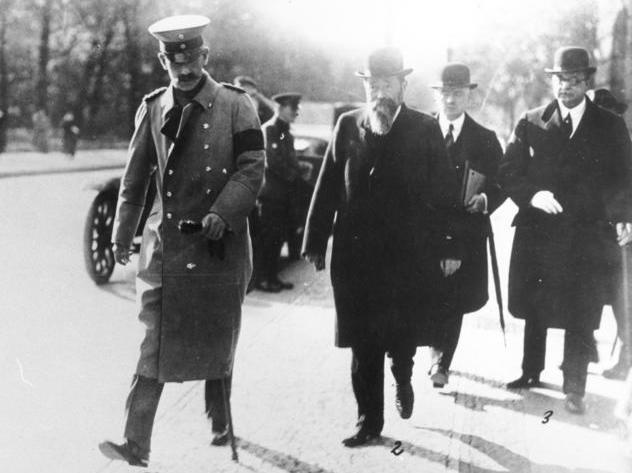
Max de Bade en 1918.

Lorsqu'en octobre 1918, on cherche à Berlin un chef de gouvernement pour mener à bien les négociations d'un armistice, Max de Bade paraît être l'homme de la situation. Bien que la nomination d'un grand-duc au poste de chancelier ne soit pas à proprement parler le symbole de la démocratisation qui se met en place, on espère que "Max" sera accepté par le président américain Wilson de par sa réputation nationale et internationale et aussi grâce à son intervention contre la guerre sous-marine en 1917. Sur le plan de la politique intérieure, l'Oberste Heeresleitung est prête à des compromis pour aller dans le sens des exigences américaines de démocratisation. Ludendorff réclame lui-même la transformation de l'empire en une monarchie parlementaire prenant en compte les partis d'opposition comme les sociaux-démocrates afin de s'éviter ainsi de transmettre lui-même la demande d'armistice et d'endosser la responsabilité de la défaite militaire. Pour les sociaux-démocrates et les conservateurs, Max de Bade est un candidat acceptable. Le chancelier en place Georg von Hertling le propose à sa succession et l'Empereur le nomme chancelier le 3 octobre 1918. Bien qu'il émette des réserves sur les manières d'agir de l'état-major général allemand, le grand-duc accepte de conduire les négociations et forme, le jour même, un gouvernement de coalition comprenant les démocrates, et, pour la première fois, les sociaux-démocrates de Friedrich Ebert et Philipp Scheidemann, représentés au sein du cabinet par ce dernier et Gustav Bauer. Le nouveau gouvernement ne compte que sept parlementaires sur 18 membres, mais les principaux partis se sont regroupés au sein d'un comité interfractions qui sera associé aux décisions.
Le 4 octobre, sous la pression du Commandement suprême de l'armée, il transmet la demande d'armistice à Wilson. Cependant ce dernier fait savoir qu'il ne peut pas croire à une démocratisation de l'Empire allemand tant que l'Empereur est encore en place. Le Chancelier savait que des corrections plus importantes étaient nécessaires pour que les Alliés acceptent la demande d'armistice. Il met alors un terme à la guerre sous-marine et prononce le renvoi de Ludendorff, alors l'homme le plus puissant de l'Empire, du Commandement suprême de l'armée le 26 octobre. Le 28 octobre 1918, les réformes de la constitution entrent en vigueur. Désormais, le gouvernement doit obtenir la confiance du Parlement, dont l'accord est obligatoire pour déclarer la guerre ou signer la paix.
Atteint par la grippe espagnole, le prince Max est dépassé par les événements et en particulier le soulèvement des marins à Kiel. Cette révolte s'étend à tout l'Empire allemand de Memel à Metz et se transforme en révolution. Conscient de la gravité de la situation, il conseille à Guillaume II d'abdiquer pour sauver la monarchie, mais, malgré les conseils similaires de Paul von Hindenburg, le Kaiser refuse cette proposition : il aurait été prêt à abdiquer en tant qu'empereur, mais pas en tant que roi de Prusse, ce qui était en contradiction avec la Constitution impériale qui réservait le trône d'Allemagne au roi de Prusse. L'Empereur ne reviendra pas à Berlin, qu'il a quitté le 29 octobre pour se réfugier au quartier général de l'Armée allemande, à Spa (Belgique). Le 7 novembre, le roi Louis III de Bavière abandonne son trône et se réfugie en Autriche, après le refus de l'Armée de tirer sur les manifestants. Pour sauver la monarchie et calmer les révolutionnaires, et alors que la foule se rassemble à Berlin, Max de Bade annonce le 9 novembre 1918, à midi, l'abdication de Guillaume II, en tant qu'empereur et roi de Prusse, sans le consentement de celui-ci, et la renonciation du Kronprinz aux deux trônes. Ce ne sera qu'après coup que la décision de Max de Bade sera ratifiée par l'Empereur et son fils, le 28 novembre pour le premier et le 1er décembre pour le second.
Le même jour, 9 novembre 1918, la République est proclamée en Allemagne par Philipp Scheidemann (SPD) au balcon du Reichstag. Aussitôt, considérant que la constitution de l'Empire était devenue caduque, Max de Bade accède à la demande de Friedrich Ebert de lui transmettre la fonction de chancelier, en tant que chef du principal parti représenté au Reichstag. Il s'agissait pour Ebert, social-démocrate, de donner des gages au mouvement insurrectionnel et éviter ainsi une révolution socialiste, telle que celle qui a eu lieu en Russie. Toutefois, afin de renforcer sa légitimité qu'il ne souhaitait pas faire reposer uniquement sur l'insurrection, Ebert pria Max de Bade de rester en tant que régent impérial (Reichsverweser) jusqu'à ce que le Reichstag se prononce sur la forme que prendra l'État allemand, ce que Max de Bade refusa.

### Retrait politique et mort
Max de Bade se retire alors de la vie politique et se tient éloigné des débats. Si en octobre 1918, il passait pour être le « modernisateur de l'État », son action en tant que chancelier se révèle plutôt médiocre de par son manque de décisions.
Lorsque le DDP lui propose en décembre 1918 de se porter candidat aux élections législatives de janvier 1919 à Heidelberg et à Mannheim, l'ancien chancelier refuse. Il préfère se consacrer à sa vie privée. Avec Karl Reinhardt et Kurt Hahn, il fonde l’école du Schloss Salem qui doit alors former une nouvelle élite intellectuelle allemande.
Lorsque son cousin Frédéric II de Bade meurt le 9 août 1928, il devient le chef de la maison de Bade jusqu'à sa mort le 6 novembre 1929.

## Personnalité ambiguë
La personnalité de Max de Bade est difficile à définir. C'est un homme politique modéré mais qui exprime en privé son rejet viscéral du parlementarisme. Pour lui, la résolution de paix de 1917 votée par le Reichstag n'est que « l'abominable enfant de la peur et du Parlement des chiens de Berlin ». Pour certains comme les historiens allemands Urbach et Buchner, il faut y voir la conséquence de la Première Guerre mondiale où l'esprit patriotique l'emporte sur la raison.
Des lettres et des télégrammes écrits entre 1909 et 1919 et échangées avec l'idéologue raciste et antisémite Houston Stewart Chamberlain ont été retrouvées dans les archives du mémorial Richard Wagner de Bayreuth. Elles contiennent de nombreuses assertions antisémites de Chamberlain que Max de Bade ne contredit pas. Dans une lettre datée de 1916, il évoque même le fait qu'il était conscient du « danger de la judéisation ». Pourtant, il faut souligner que son ami le plus proche, Kurt Hahn, avec qui il fonde l’école Schloss Salem est d’origine juive.
Les archives de l'ancien chancelier se trouvent aujourd'hui aux Archives du margraviat de Bade et ont été principalement étudiées par Golo Mann. Toutefois, comme le soulignent Urbach et Buchner, leur accès est limité, rendant difficile toute biographie scientifique.

## Publications
- (de)Erinnerungen und Dokumente, EA Dt. Verlagsanstalt, Stuttgart 1927, Édité par Golo Mann et Andreas Burckhardt, Klett, Stuttgart 1968
- (de)Erinnerungen und Dokumente. Band I, Deutsche Verlags-Anstalt, Stuttgart 1927, Édité par Björn Bedey (Deutsches Reich - Reichskanzler Bd. VIII/I-I), SEVERUS Verlag, Hamburg 2011,  (ISBN 978-3-86347-109-5)
- (de)Erinnerungen und Dokumente. Band II, Deutsche Verlags-Anstalt, Stuttgart 1927, Édité par Björn Bedey (Deutsches Reich - Reichskanzler Bd. VIII/I-II), SEVERUS Verlag, Hamburg 2011,  (ISBN 978-3-86347-124-8)
- (de)Die moralische Offensive. Deutschlands Kampf um sein Recht, Deutsche Verlags-Anstalt, Stuttgart 1921, Édité par Björn Bedey (Deutsches Reich - Reichskanzler Bd. VIII/II), SEVERUS Verlag, Hamburg 2011,  (ISBN 978-3-86347-143-9)